# Hữu Thỉnh
Hữu Thỉnh (tên khai sinh là Nguyễn Hữu Thỉnh, sinh ngày 15 tháng 2 năm 1942) là nhà thơ Việt Nam, được tặng Giải thưởng Hồ Chí Minh về Văn học Nghệ thuật vào năm 2012 và Giải thưởng Nhà nước về Văn học Nghệ thuật vào năm 2001. Ông là Đại biểu Quốc hội khóa X, XI (1997-2007); Chủ tịch Liên hiệp các Hội Văn học nghệ thuật Việt Nam giai đoạn 2010-2021; Chủ tịch Hội Nhà văn Việt Nam giai đoạn 2005-2020.

## Tiểu sử
Hữu Thỉnh (tên khai sinh là Nguyễn Hữu Thinh) sinh ngày 15 tháng 2 năm 1942 tại làng Phú Vinh, xã Duy Phiên, huyện Tam Dương, tỉnh Vĩnh Phúc. Ông là Đảng viên Đảng Cộng sản Việt Nam; hội viên Hội Nhà văn Việt Nam từ năm 1976.
Năm 1963, Hữu Thỉnh tốt nghiệp phổ thông, nhập ngũ vào bộ đội Tăng – Thiết giáp. Ông từng tham gia chiến đấu tại các chiến trường ác liệt như Khe Sanh, Đường 9 – Nam Lào, Quảng Trị, Tây Nguyên và Chiến dịch Hồ Chí Minh.
Sau năm 1975, ông học Đại học Văn hóa Hà Nội (Trường Viết văn Nguyễn Du khóa I); dự Lớp bồi dưỡng cao cấp Học viện Văn học quốc tế mang tên Gorki (1987). Từ năm 1981, ông về tạp chí Văn nghệ quân đội, làm đến Phó Tổng biên tập.
Từ năm 1990, ông giải ngũ ra làm Tổng biên tập tuần báo Văn nghệ, Tổng biên tập tạp chí Thơ của Hội Nhà văn Việt Nam. Hữu Thỉnh tham gia Ban Chấp hành Hội Nhà văn Việt Nam các khóa thứ III đến thứ IX, giữ chức Phó Tổng Thư ký khóa V (1995-2000); Tổng Thư ký, Chủ tịch bốn khóa liên tiếp (khóa VI, VII, VIII, IX). Ông là đại biểu Quốc hội khóa X (1997-2002), khóa XI (2002-2007); Chủ tịch Liên hiệp các Hội Văn học Nghệ thuật Việt Nam 2 nhiệm kỳ (2010-2020);

## Sự nghiệp
Tác phẩm nổi tiếng nhất của ông là Sang thu, từng được đưa vào giảng dạy trong chương trình ngữ văn phổ thông.
Hữu Thỉnh đã giành được nhiều giải thưởng văn học của: báo Văn nghệ; Hội Nhà văn Việt Nam; Văn học ASEAN; Bộ Quốc phòng; Văn học nghệ thuật, báo chí về đề tài lực lượng vũ trang và chiến tranh cách mạng giai đoạn 2020 - 2025.
Năm 2001, ông được tặng Giải thưởng Nhà nước về Văn học Nghệ thuật với các tác phẩm: các trường ca: Đường tới thành phố, Thư mùa đông; tập Thơ Hữu Thỉnh).
Năm 2012, ông được tặng Giải thưởng Hồ Chí Minh về Văn học Nghệ thuật năm 2012 với các tác phẩm Thương lượng với thời gian, Trường ca biển.
Năm 2022, ông được Nhà nước Việt Nam tặng thưởng Huân chương Độc lập hạng Nhì.

## Tác phẩm chính

### Thơ, trường ca
- Sang thu (thơ, 1977)
- Âm vang chiến hào (1976, in chung)
- Đường tới thành phố (trường ca, 1979), 5 chương
- Tiếng hát trong rừng (thơ, 1985)
- Từ chiến hào đến thành phố (trường ca, thơ ngắn, 1985)
- Thư mùa đông (thơ, 1994)
- Trường ca biển (trường ca, 1994), 6 chương
- Thơ Hữu Thỉnh (thơ tuyển, 1998)
- Sức bền của đất (trường ca, 2004)
- Thương lượng với thời gian (thơ, 2005)
- Hoang dại dưới trời (thơ chọn, 2010)
- Trăng Tân Trào (2016), 8 chương
- Ghi chú sau mây (thơ, 2020)

### Văn xuôi
- Đường lửa mùa xuân (tập truyện ký, 1987)
- Mưa xuân trên tháp pháo (truyện ký, 2009)
- Lý do của hi vọng (tiểu luận, phê bình, 2010)

Nguồn:

## Vinh danh
- Giải thưởng Hồ Chí Minh về Văn học Nghệ thuật năm 2012.
- Giải thưởng Nhà nước về Văn học Nghệ thuật năm 2001.

### Khen thưởng
- Huân chương Độc lập hạng Nhì (2022).

### Giải thưởng văn học
- Giải ba cuộc thi thơ báo Văn nghệ năm 1972-1973 với bài Mùa xuân đi đón;
- Giải A cuộc thi thơ báo Văn nghệ 1975-1976 bài Chuyến đò đêm giáp ranh, trường ca Sức bền của đất;
- Giải thưởng Hội Nhà văn Việt Nam năm 1980 với trường ca Đường tới thành phố;
- Giải thưởng Hội Nhà văn Việt Nam năm 1995 với tập thơ Thư mùa đông;
- Giải thưởng văn học ASEAN, 1999; Giải xuất sắc Bộ Quốc phòng năm 1994 với Trường ca biển;
- Giải A cuộc vận động sáng tác văn học nghệ thuật học tập và làm theo tư tưởng, đạo đức, phong cách Hồ Chí Minh năm 2020 với trường ca Trăng Tân Trào.
- Giải A văn học nghệ thuật, báo chí về đề tài lực lượng vũ trang và chiến tranh cách mạng giai đoạn 2020 - 2025 với tác phẩm Giao hưởng Điện Biên.

## Tranh cãi
- Ngày 30 tháng 11 năm 2006, trong lễ trao giải thưởng và lễ kết nạp hội viên Hội Nhà văn Việt Nam, Hữu Thỉnh đã "xin miễn nhận giải thưởng" của chính Hội Nhà văn mà ông đang là chủ tịch, cho tập thơ Thương lượng với thời gian được ông viết trong hơn 10 năm[10], đồng thời cũng từ chối giải thích lý do.
- Hữu Thỉnh cũng là người bị phê phán mạnh mẽ trong cuốn hồi ký được cho là bị đưa lên mạng Internet một cách bất hợp pháp (do chưa được tác giả hồi ký cho phép) của giáo sư Nguyễn Đăng Mạnh. Trong tác phẩm này, Hữu Thỉnh bị miêu tả là một người cơ hội chủ nghĩa và nhiều thủ đoạn.[cần dẫn nguồn]

### Vụ các nhà văn bỏ hội vào tháng 5 năm 2015
Hội trưởng Hội nhà văn Việt Nam Nguyễn Hữu Thỉnh bị cho là phải chịu trách nhiệm việc các nhà văn rời bỏ hội vào tháng 5 năm 2015. Mặc Lâm, biên tập RFA, cho là ông "âm thầm tạo một hàng rào vững chãi chống lại mọi giá trị mà một nhà văn phải có. Nhà thơ Ý Nhi nói về lý do, bà đã chính thức gửi đơn rút tên ra khỏi hội vào năm 2002: "tôi bất tín nhiệm Tổng thư ký, tôi cảm thấy anh Hữu Thỉnh là người không trung thực cho nên chữ tôi dùng "Biến hình trùng" là cái chữ chính xác của một nhà thơ Hà Nội nói về anh là đúng, tức là người nay nói tròn mai nói méo, mốt nói dài làm mình có cảm giác một người như thế mà lãnh đạo một cái hội mà mình tham gia thì tôi thấy nó xúc phạm tới cá nhân mình."